# Bolderkar

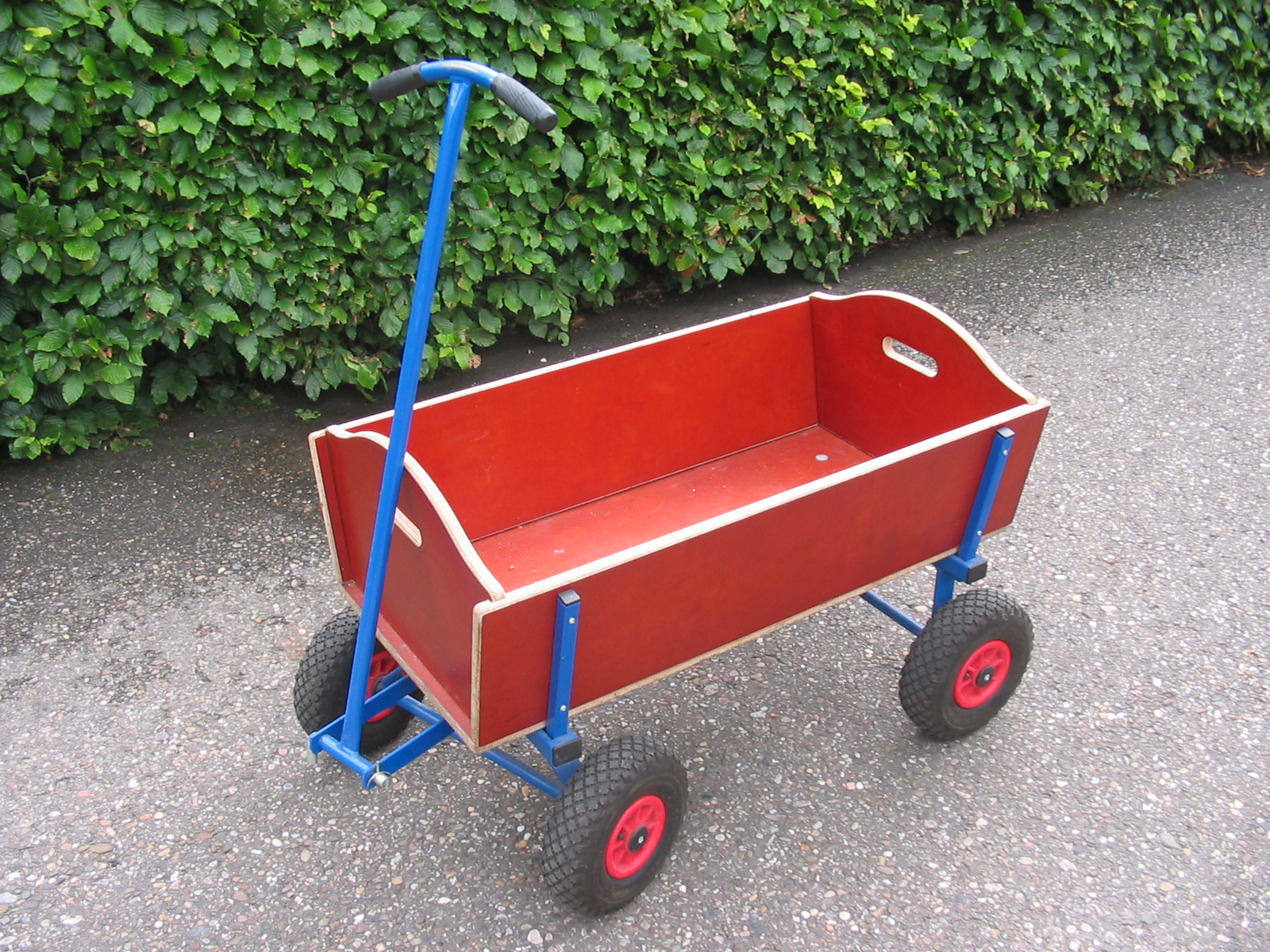
Een bolderkar

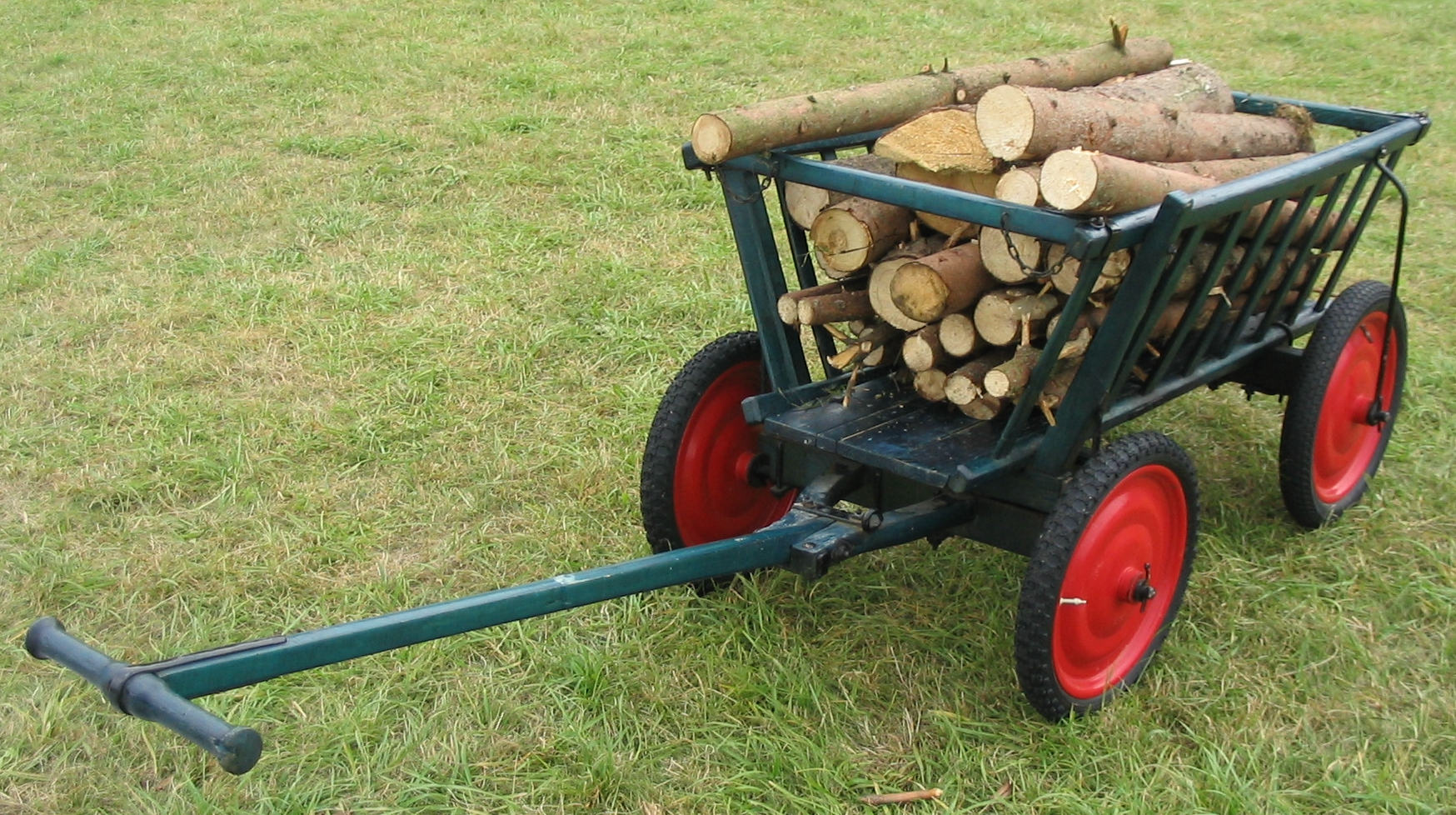
Een Duitse Bollerwagen

Een bolderkar of bolderwagen is een tweeassige kar, die met menskracht wordt voortgetrokken. Een bolderkar wordt vaak gebruikt om kleine kinderen naar school te brengen en in vakantietijd, bijvoorbeeld aan het strand. De naam is afgeleid van de bolderwagen, een eenvoudige overhuifde boerenkar, die al in de zeventiende eeuw bestond.
De kar als kinderwagen dateert uit de eerste helft van de twintigste eeuw. Een vroege vermelding betreft een ontwerp van architect Gerrit Rietveld uit ca. 1923.
Een bolderkar heeft twee assen, waarbij de voorste as vastzit aan de dissel. De voorste as is daardoor tevens de stuuras. Vroeger hadden deze wagens houten wielen, na ca. 1950 werden ze vaak voorzien van luchtbanden. Er zijn ook opvouwbare varianten. 
Een al dan niet elektrisch aangedreven bakfiets of duwwagen voor kindervervoer wordt ook wel een bolderkar genoemd.

## Afbeeldingen

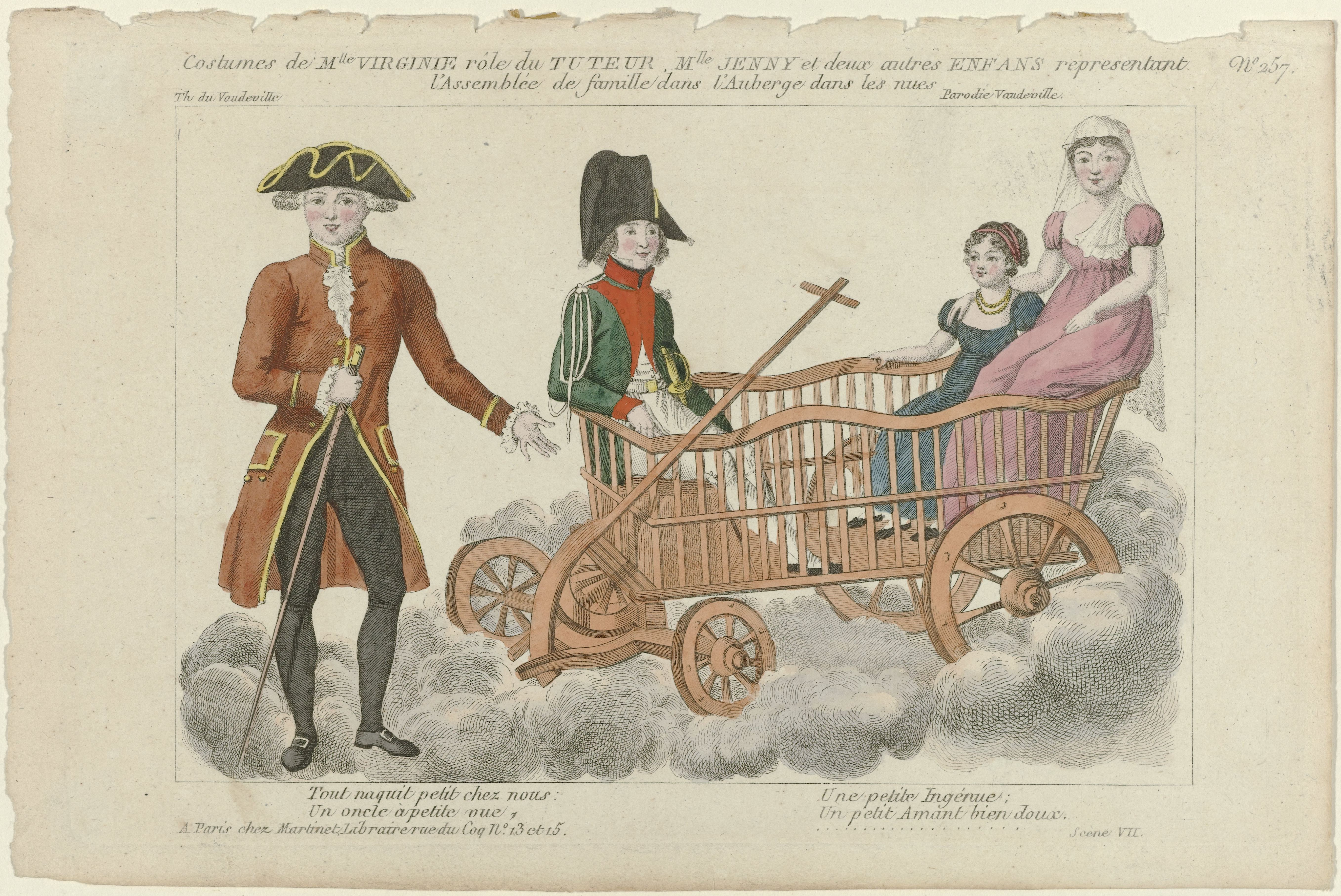
19e eeuwse bolderkar
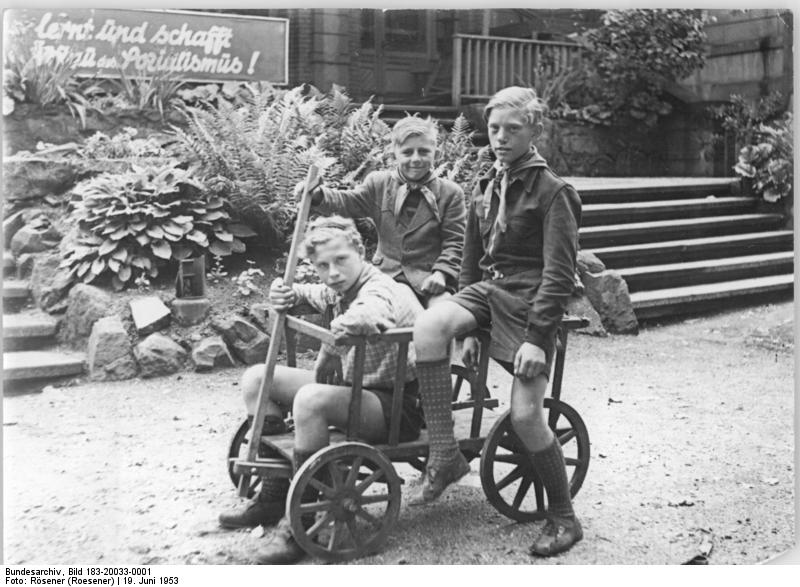
Historische bolderkar, 1953
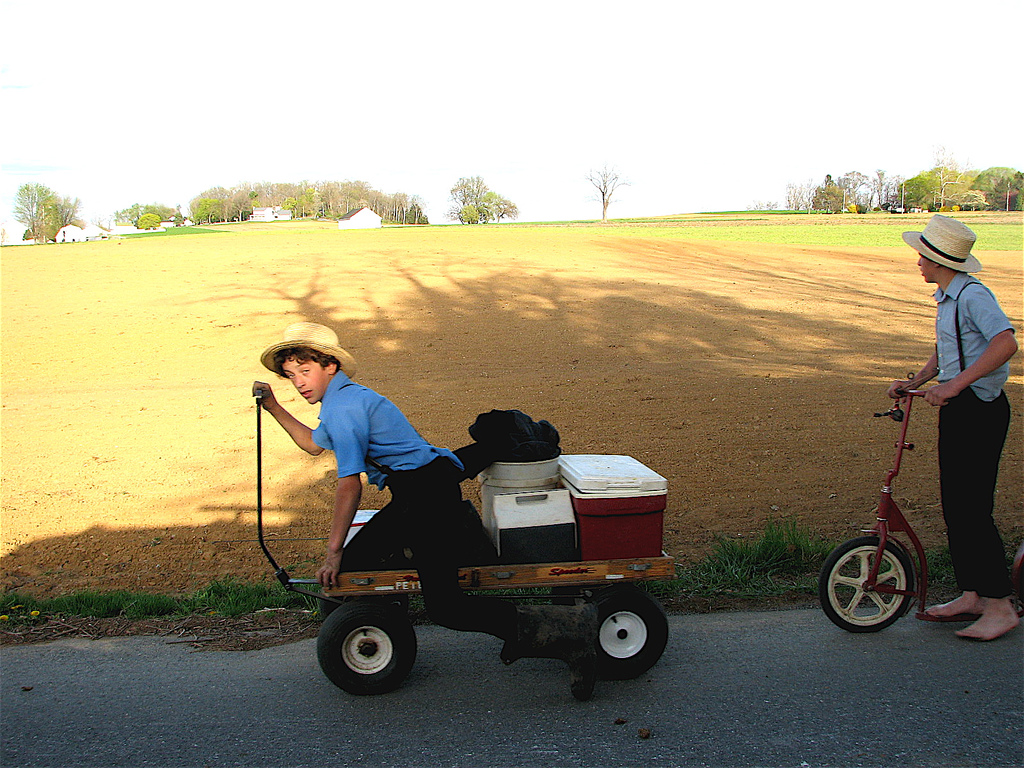
Amish bolderkar, 2006